# Prvenstvo Anglije 1926
Prvenstvo Anglije 1926 v tenisu.

## Moški posamično
Jean Borotra :  Howard Kinsey, 8-6, 6-1, 6-3

## Ženske posamično
Kitty McKane Godfree :  Lili de Álvarez, 6-2, 4-6, 6-3

## Moške dvojice
Henri Cochet /  Jacques Brugnon :  Howard Kinsey /  Vincent Richards  7–5, 4–6, 6–3, 6–2

## Ženske dvojice
Mary Browne /  Elizabeth Ryan :  Kathleen McKane Godfree /  Evelyn Colyer 6–1, 6–1

## Mešane dvojice
Kathleen McKane Godfree  /  Leslie Godfree :  Mary Browne /  Howard Kinsey, 6–3, 6–4